# عبد الحليم عبد الرحمن
عبد الحليم عبد الرحمن (10 نوفمبر 1939 - 22 أغسطس 2022)، هو سياسي ماليزي، ولد في في كلنتن في ماليزيا. نشط حزبياً في الحزب الإسلامي الماليزي. وقد انتخب عضو ديوان الرعية ‏.